# Dicționarul Contimporanilor
Dicționarul Contimporanilor est un dictionnaire biographique de personnalités roumaines rédigé par Dimitrie R. Rosetti et publié en 1897.
Cet ouvrage est le premier dictionnaire biographique roumain moderne et contient des articles sur des personnalités nées en Roumanie et issues de divers domaines d'activité, ainsi que sur des étrangers installés en Roumanie.